# Liste der Kirchengebäude im Dekanat Miesbach
Die Liste der Kirchengebäude im Dekanat Miesbach umfasst die Kirchengebäude römisch-katholischer Pfarreien im innerhalb des Landkreises Miesbach befindlichen Dekanat, das dem Erzbistum München und Freising unterstellt ist.
Das Dekanat Miesbach in seiner heutigen Form bestand schon vor der Dekanatsreform zum 1. Januar 2024. Das Dekanat Miesbach besteht aus den Pfarrverbänden Gmund-Bad Wiessee, Oberes Leitzachtal, Hausham-Agatharied,  Holzkirchen-Warngau, Irschenberg, Miesbach, Otterfing, Schliersee, Tegernsee-Egern-Kreuth, Waakirchen und Weyarn.

## Liste
| Bild | Pfarrkirche                              | Ort                   | Filialkirchen | Pfarrverband                                            |
| ---- | ---------------------------------------- | --------------------- | --- | ------------------------------------------------------- |
|      | Pfarrkirche St. Agatha                   | Agatharied            | | Pfarrverband Hausham-Agatharied                         |
|      | Pfarrkirche Mariä Himmelfahrt            | Bad Wiessee           | Pfarrkirche St. Antonius | Pfarrverband Gmund-Bad Wiessee                          |
|      | Pfarrkirche St. Margareth                | Bayrischzell          | | Pfarrverband Oberes Leitzachtal                         |
|      | Pfarrkirche St. Laurentius               | Egern                 | Nebenkirche Hl. Kreuz am Wallberg (Wallbergkircherl) | Pfarrverband Tegernsee-Egern-Kreuth                     |
|      | Pfarrkirche St. Andreas                  | Elbach                | | Pfarrverband Oberes Leitzachtal                         |
|      | Pfarrkirche St. Martin                   | Fischbachau           | Wallfahrtskuratie Maria Himmelfahrt in Birkenstein | Pfarrverband Oberes Leitzachtal                         |
|      | Pfarrkirche St. Ägidius                  | Gmund am Tegernsee    | Filialkirche Georgenried bei Finsterwald | Pfarrverband Gmund-Bad Wiessee                          |
|      | Pfarrkirche Mariä Heimsuchung            | Hartpenning           | Filialkirche St. Bartholomäus in Sufferloh Filialkirche St. Cosmas und Damian Filialkirche St. Ulrich in Thann Filialkirche St. Sebastian in Kleinhartpenning                                                                                                 | Pfarrverband Holzkirchen-Warngau                        |
|      | Pfarrkirche St. Anton                    | Hausham               | | Pfarrverband Hausham-Agatharied                         |
|      | Pfarrkirche St. Laurentius und St. Josef | Holzkirchen           | St. Josef in Holzkirchen, der 1962 erbaute Vorgängerbau musste wegen statischer Mängel der Dachkonstruktion im November 2011 geschlossen werden, die Kirche wurde am 24. Juni 2012 profaniert und im Spätsommer 2014 abgerissen St. Margaretha in Roggersdorf | Pfarrverband Holzkirchen-Warngau                        |
|      | Pfarrkirche St. Johannes der Täufer      | Irschenberg           | Filialkirche St. Margarethen in Pfaffing Filialkirche St. Marinus in Wilparting | Pfarrverband Irschenberg                                |
|      | Pfarrkirche St. Leonhard                 | Kreuth                | Filialkirche Mariä Heimsuchung in Glashütte Nebenkirche Hl. Kreuz in Wildbad Kreuth | Pfarrverband Tegernsee-Egern-Kreuth                     |
|      | Stadtpfarrkirche Mariä Himmelfahrt       | Miesbach              | Portiunkulakirche in Miesbach | Pfarrverband Miesbach                                   |
|      | Pfarrkirche St. Josef                    | Neuhaus am Schliersee | Filialkirche St. Bernhard in Spitzingsee | Pfarrverband Schliersee-Neuhaus                         |
|      | Pfarrkirche St. Dionysius                | Neukirchen            | Filialkirche Maria Hilf in Esterndorf Filialkirche St. Leonhard in Reichersdorf Filialkirche St. Martin in Holzolling Filialkirche St. Jakobus in Gotzing Filialkirche St. Georg in Kleinpienzenau                                                            | Pfarrverband Weyarn                                     |
|      | Pfarrkirche St. Nikolaus                 | Niklasreuth           | Filialkirche Hl. Dreifaltigkeit in Wörnsmühl | Pfarrverband Irschenberg                                |
|      | Pfarrkirche St. Johann Baptist           | Oberwarngau           | Allerheiligenkirche drei weitere kleinere Filialkirchen: - Einhaus, Kapelle Johannes der Täufer - Hinterberg, Kapelle St. Michael - Reitham, Kapelle Mariä Heimsuchung                                                                                        | Pfarrverband Holzkirchen-Warngau                        |
|      | Pfarrkirche St. Georg                    | Osterwarngau          | Mariä Opferung zwei weitere kleine Filialen: - Pestkapelle St. Sebastian in Schmidham - Wallfahrtskapelle zu den sieben Schmerzen Mariens in Nüchternbrunn | Pfarrverband Holzkirchen-Warngau                        |
|      | Pfarrkirche St. Georg                    | Otterfing             | Filialkirche St. Valentin in Bergham Filialkirche Heilig Kreuz in Wettlkam | Pfarrverband Otterfing – Steingau – Baiernrain          |
|      | Pfarrkirche St. Laurentius               | Parsberg              | | Pfarrverband Miesbach                                   |
|      | Pfarrkirche St. Sixtus                   | Schliersee            | Ehm. Klosterkirche St. Martin Kapelle St. Georg auf dem Weinberghügel Filial- und Wallfahrtskirche St. Leonhard in Fischhausen Krainsbergerkapelle in Breitenbach-Krainsberg Filialkirche St. Martin in Westenhofen                                           | Pfarrverband Schliersee-Neuhaus                         |
|      | Pfarrkirche St. Quirinus                 | Tegernsee             | Nebenkirche Maria Schnee in Tegernsee Filialkirche St. Quirinus in St. Quirin Prinz-Carl-Kapelle Riedersteinkapelle Brunnen Pfarrzentrum Tegernsee | Pfarrverband Tegernsee-Egern-Kreuth                     |
|      | Pfarrkirche St. Johann Baptist           | Unterdarching         | Filialkirche Johannes der Täufer in Unterdarching Filialkirche St. Andreas in Hohendilching Filialkirche St. Michael in Sonderdilching Filialkirche Mariä Heimsuchung in Kleinhöhenkirchen Kapelle in Sollach                                                 | Pfarrverband Weyarn                                     |
|      | Pfarrkirche St. Martin                   | Waakirchen            | Filialkirche St. Marien in Marienstein | Pfarrverband Waakirchen-Schaftlach                      |
|      | Pfarrkirche St. Margaretha               | Wall                  | | Pfarrverband Holzkirchen-Warngau                        |
|      | Pfarrkirche St. Peter und Paul           | Weyarn                | Katholische Filialkirche St. Rupert in Bruck | Pfarrverband Weyarn                                     |
|      | Pfarrkirche St. Michael                  | Oberdarching          | Filialkirche St. Michael in Mitterdarching Filialkirche St. Korbinian in Oberlaindern | Pfarrkuratie, Pfarrverband Weyarn                       |
|      | Pfarrkirche Hl. Kreuz                    | Schaftlach            | | Pfarrkuratie, Pfarrverband Waakirchen-Schaftlach        |
|      | Kirche St. Johannes der Täufer           | Föching               | Filialkirche St. Martin in Fellach | Pfarrverband Holzkirchen-Warngau, Kuratie               |
|      | Kirche Mariä Geburt                      | Frauenried            | | Kuratie, Pfarrverband Irschenberg                       |
|      | Kirche St. Martin                        | Steingau              | Nebenkirche St. Katharina in Jasberg Filialkirche Sankt Peter und Paul in Baiernrain | Kuratie, Pfarrverband Otterfing – Steingau – Baiernrain |